# Explosión de Deepwater Horizon
La explosión de la plataforma de perforación Deepwater Horizon fue la explosión del 20 de abril de 2010 y el incendio posterior en la Unidad de Perforación Marítima Móvil (MODU) semisumergible Deepwater Horizon, que era propiedad de Transocean y estaba operada por Transocean y que perforaba para BP en el campo petrolero Macondo Prospect aproximadamente a 64 km al sureste de la costa de Luisiana. La explosión y el incendio posterior resultaron en el hundimiento de Deepwater Horizon y la muerte de 11 trabajadores y otros 17 resultaron heridos. El mismo reventón que causó la explosión también provocó un incendio en el pozo de petróleo y un derrame masivo de petróleo en alta mar en el Golfo de México, considerado el mayor derrame accidental de petróleo marino en el mundo y el mayor desastre ambiental en la historia de Estados Unidos.

## Antecedentes

### Deepwater Horizon
La plataforma de $560 millones de dólares fue construida por Hyundai Heavy Industries en Corea del Sur y finalizada en 2001. Era propiedad de Transocean, operaba bajo la bandera de conveniencia de las Islas Marshall y estuvo alquilada a BP hasta septiembre de 2013. En el momento de la explosión, Deepwater Horizon se encontraba en el Bloque 252 del Cañón del Misisipi, denominado Macondo Prospect, en el sector estadounidense del Golfo de México, a unos 66 km de la costa de Luisiana. En marzo de 2008, BP compró los derechos mineros para perforar en busca de petróleo en el prospecto Macondo en la venta por arrendamiento del Minerals Management Service. La plataforma comenzó a perforar en febrero de 2010 a una profundidad de agua de aproximadamente 1500 m. En el momento de la explosión, la plataforma estaba perforando un pozo exploratorio. El pozo planeado se perforaría a 5600 m por debajo del nivel del mar, y se taponaría y suspendería para su posterior finalización como productor submarino. La carcasa de producción se estaba ejecutando y cementando en el momento del accidente. Una vez que se completó la cementación, se debía realizar una prueba de integridad y colocar un tapón de cemento para abandonar temporalmente el pozo.

### Registro de seguridad de Transocean
El propietario de la plataforma, Transocean, tenía un historial de seguridad "general sólido" sin incidentes importantes durante 7 años. Sin embargo, una revisión de los analistas "mostró una imagen distinta" con las plataformas de Transocean siendo desproporcionadamente responsables de los incidentes relacionados con la seguridad en el Golfo y las encuestas de la industria que informaron preocupaciones sobre la calidad y el desempeño en declive. En los 3 años 2005 a 2007, Transocean fue propietaria del 30% de las plataformas petrolíferas activas en el Golfo, y el 33% de los incidentes que desencadenaron una investigación del Servicio de Gestión de Minerales (MMS) se produjeron en las plataformas Transocean. Sin embargo, en los 3 años desde el 2008 hasta el 15 de febrero de 2010, poseía el 42% de las plataformas, pero fue responsable del 73% de los incidentes. Las encuestas de la industria vieron esto como un efecto de su fusión de noviembre de 2007 con su rival GlobalSantaFe. Transocean "ha tenido problemas" anteriormente tanto con los sellos de cemento (2005) como con los dispositivos de prevención de reventones (2006), que son la causa sospechada de la pérdida de Deepwater Horizon, aunque Transocean afirma que la cementación es una tarea de terceros y que tiene "un importante programa de mantenimiento para mantener en funcionamiento los dispositivos de prevención de reventones". Según el Wall Street Journal en línea:
En 2008 y 2009, las encuestas ubicaron a Transocean en el último lugar entre los perforadores de aguas profundas en cuanto a "calidad del trabajo" y en penúltimo en "satisfacción general". Durante tres años antes de la fusión, Transocean era líder o estaba cerca de la cima en ambas medidas. Transocean ocupó el primer lugar en 2008 y 2009 en una categoría que evalúa sus políticas internas de seguridad y medio ambiente. Hubo pocos indicios de problemas con el Deepwater Horizon antes de la explosión. La plataforma ganó un premio del MMS por su récord de seguridad en 2008, y el día del desastre, los gerentes de BP y Transocean estaban a bordo para celebrar siete años sin un accidente con tiempo perdido. Un portavoz de BP dijo que las plataformas contratadas por BP han tenido mejores registros de seguridad que el promedio de la industria durante seis años consecutivos, según las estadísticas de MMS que miden el número de citaciones por inspección. BP ha sido finalista de un premio nacional de seguridad del MMS durante los últimos dos años. Odone no quiso comentar sobre la relación de BP con Transocean después del desastre del Golfo, pero dijo que BP continúa utilizando plataformas Transocean.

### Riesgos y precauciones previas a la explosión
En febrero de 2009, BP presentó un plan de exploración e impacto ambiental de 52 páginas para el pozo Macondo con el Servicio de Gestión de Minerales (MMS), un brazo del Departamento del Interior de los Estados Unidos que supervisa la perforación en alta mar. El plan establecía que era "poco probable que se produjera un derrame accidental de petróleo en la superficie o en el subsuelo como consecuencia de las actividades propuestas". En caso de que ocurriera un accidente, el plan establecía que debido a que se ubica a 77 km de la costa y las capacidades de respuesta que se implementarían, no se esperarían impactos adversos significativos. El Departamento del Interior eximió la operación de perforación de BP en el Golfo de México de presentar un detallado estudio de impacto ambiental después de concluir que era poco probable que se produjera un derrame masivo de petróleo. Además, luego de una flexibilización de las regulaciones en 2008, BP no estaba obligada a presentar un plan de reventón detallado.
El cabezal de pozo de BP había sido equipado con un dispositivo de prevención de reventones (BOP), pero no estaba equipado con disparadores de control remoto o activados acústicamente para usar en caso de una emergencia que requiera la evacuación de una plataforma. Tenía un interruptor de hombre muerto diseñado para cortar automáticamente la tubería y sellar el pozo si se perdía la comunicación desde la plataforma, pero se desconocía si el interruptor estaba activado. Los documentos discutidos durante las audiencias del Congreso el 17 de junio de 2010 indicaron que Transocean realizó previamente modificaciones al BOP para el sitio de Macondo que aumentaron el riesgo de falla del BOP, a pesar de las advertencias de su contratista al respecto. Los reguladores tanto en Noruega como en Brasil generalmente exigen disparadores activados acústicamente en todas las plataformas marinas, pero cuando el Servicio de Gestión de Minerales consideró requerir el dispositivo remoto, un informe encargado por el organismo y las empresas de perforación cuestionaron su costo y eficacia. En 2003, la agencia determinó que el dispositivo no sería necesario porque las plataformas de perforación tenían otros sistemas de respaldo para cortar un pozo.

### Problemas y advertencias previos a la explosión
La Guardia Costera de Estados Unidos había emitido citaciones de contaminación para Deepwater Horizon 18 veces entre 2000 y 2010, y había investigado 16 incendios y otros incidentes. Estos incidentes se consideraron típicos de una plataforma del Golfo y no estaban relacionados con la explosión y el derrame de abril de 2010. Deepwater Horizon tuvo otros incidentes graves, incluido uno en 2008 en el que 77 personas fueron evacuadas de la plataforma cuando se inclinó y comenzó a hundirse después de que se retiró incorrectamente una sección de tubería  del sistema de lastre de la plataforma.
El American Bureau of Shipping inspeccionó por última vez el dispositivo de prevención de reventones fallido de la plataforma en 2005.
Los documentos internos de BP muestran que a los ingenieros de BP les preocupaba ya en 2009 que la carcasa de metal que BP deseaba usar pudiera colapsar bajo alta presión. Según varios trabajadores de la plataforma, se entendió que los trabajadores podrían ser despedidos por plantear problemas de seguridad que podrían retrasar la perforación.
En marzo de 2010, la plataforma experimentó problemas que incluían lodo de perforación que caía en la formación de petróleo submarino, liberaciones repentinas de gas, una tubería que cayó al pozo y al menos tres ocasiones en que el dispositivo de prevención de reventones tenía fugas de fluido. El mecánico de la plataforma declaró que el pozo había estado experimentando problemas durante meses y que el taladro dio repetidas patadas debido a la resistencia de la alta presión del gas. El 10 de marzo, un ejecutivo de BP envió un correo electrónico al Servicio de Gestión de Minerales sobre una tubería atascada y una situación de control de pozo en el sitio de perforación, y declaró que BP tendría que taponar el pozo. Una encuesta confidencial encargada por Transocean semanas antes de la explosión indicó que los trabajadores estaban preocupados por las prácticas de seguridad y temían represalias si informaban de errores u otros problemas. La encuesta generó inquietudes "sobre la baja confiabilidad del equipo, que creían que era el resultado de que las prioridades de perforación tenían prioridad sobre el mantenimiento". La encuesta encontró que "muchos trabajadores ingresaron datos falsos para tratar de eludir el sistema. Como resultado, la percepción de la empresa sobre la seguridad en la plataforma estaba distorsionada".
El dispositivo de prevención de reventones resultó dañado en un accidente no denunciado a finales de marzo. Según Transocean, los trabajadores habían estado realizando rutinas estándar y no tenían indicios de ningún problema antes de la explosión.
Para el 20 de abril, la operación se retrasó cinco semanas.
Un borrador de abril de un memorando de BP advirtió que era poco probable que el cementado de la carcasa tuviera éxito. Halliburton ha dicho que había terminado de cementar 20 horas antes del reventón, pero aún no había colocado el tapón final de cemento. Se utilizó un cemento con espuma de nitrógeno que es más difícil de manipular que el cemento estándar.
El vicepresidente de perforación de BP, Patrick O'Bryan, estaba en la plataforma dos horas antes de la explosión para celebrar siete años sin un "incidente de tiempo perdido" con la tripulación de la plataforma. Un funcionario de BP a bordo de la plataforma ordenó a la tripulación que reemplazara el lodo de perforación con agua de mar más liviana a pesar de que el jefe de perforación de la plataforma protestó.
Los resultados preliminares de la investigación interna de BP indicaron varias señales de advertencia graves en las horas previas al reventón. Las lecturas del equipo indicaron burbujeo de gas en el pozo, lo que podría indicar un reventón inminente. El pesado lodo de perforación en las tuberías inicialmente retuvo el gas. Una declaración del Comité de Energía y Comercio de la Cámara de Representantes de junio de 2010 señaló que en varios casos previos a la explosión, BP parece haber elegido procedimientos más arriesgados para ahorrar tiempo o dinero, a veces en contra del consejo de su personal o contratistas.

## Explosión de la Plataforma Petrolera

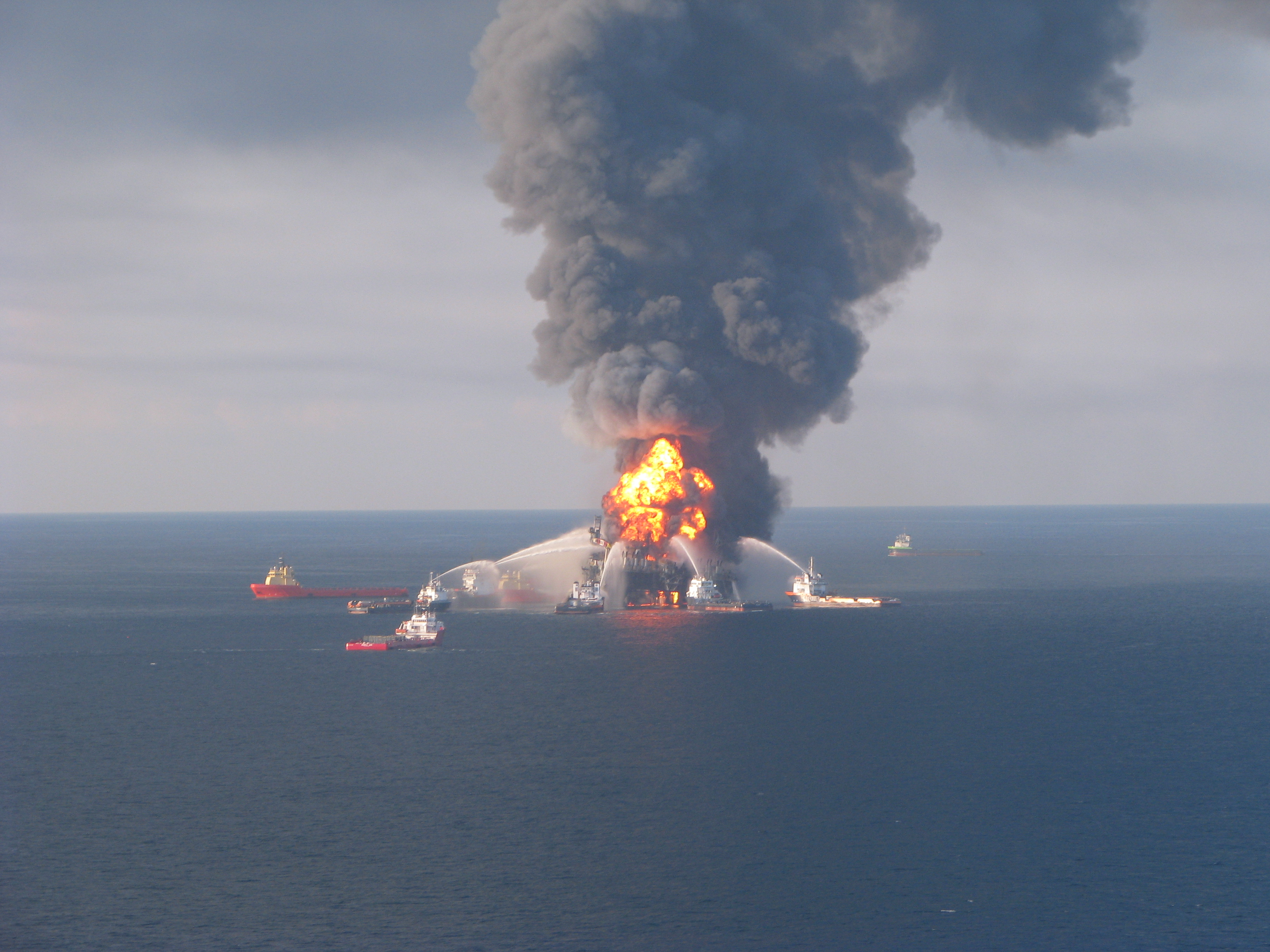

Según los informes, el incendio a bordo de Deepwater Horizon comenzó a las 9:56 p. m. CDT el 20 de abril. En ese momento, había 126 tripulantes a bordo: 7 empleados de BP, 79 de Transocean y empleados de otras empresas, incluidas Anadarko Petroleum, Halliburton y M-I Swaco.
Los empleados de Transocean en el barco declararon que las luces eléctricas parpadearon, seguidas de dos fuertes vibraciones. Jim Ingram declaró que "en el segundo [ruido sordo], supimos que algo andaba mal". Después de la explosión, Adrian Rose declaró que se había acumulado una presión anormal dentro del tubo ascendente marino y, a medida que subía, "se expandió rápidamente y se encendió". Según la investigación interna de BP, una burbuja de gas metano escapó del pozo y se disparó hacia la columna de perforación, expandiéndose rápidamente al atravesar varios sellos y barreras antes de explotar. Rose dijo que el evento fue básicamente un reventón. Los sobrevivientes describieron el incidente como una explosión repentina que les dio menos de cinco minutos para escapar cuando sonó la alarma.
La explosión fue seguida por un incendio que envolvió la plataforma. Después de arder durante más de un día, Deepwater Horizon se hundió el 22 de abril. La Guardia Costera declaró el 22 de abril que recibieron la noticia del hundimiento aproximadamente a las 10:21 a. m..
El 8 de septiembre, BP publicó un informe que sugería que la fuente de ignición era el gas liberado que entraba por las tomas de aire de los generadores diésel y envolvía el área de la cubierta donde las salidas de escape de los generadores principales emitían gases de escape calientes.

## Víctimas y esfuerzos de rescate

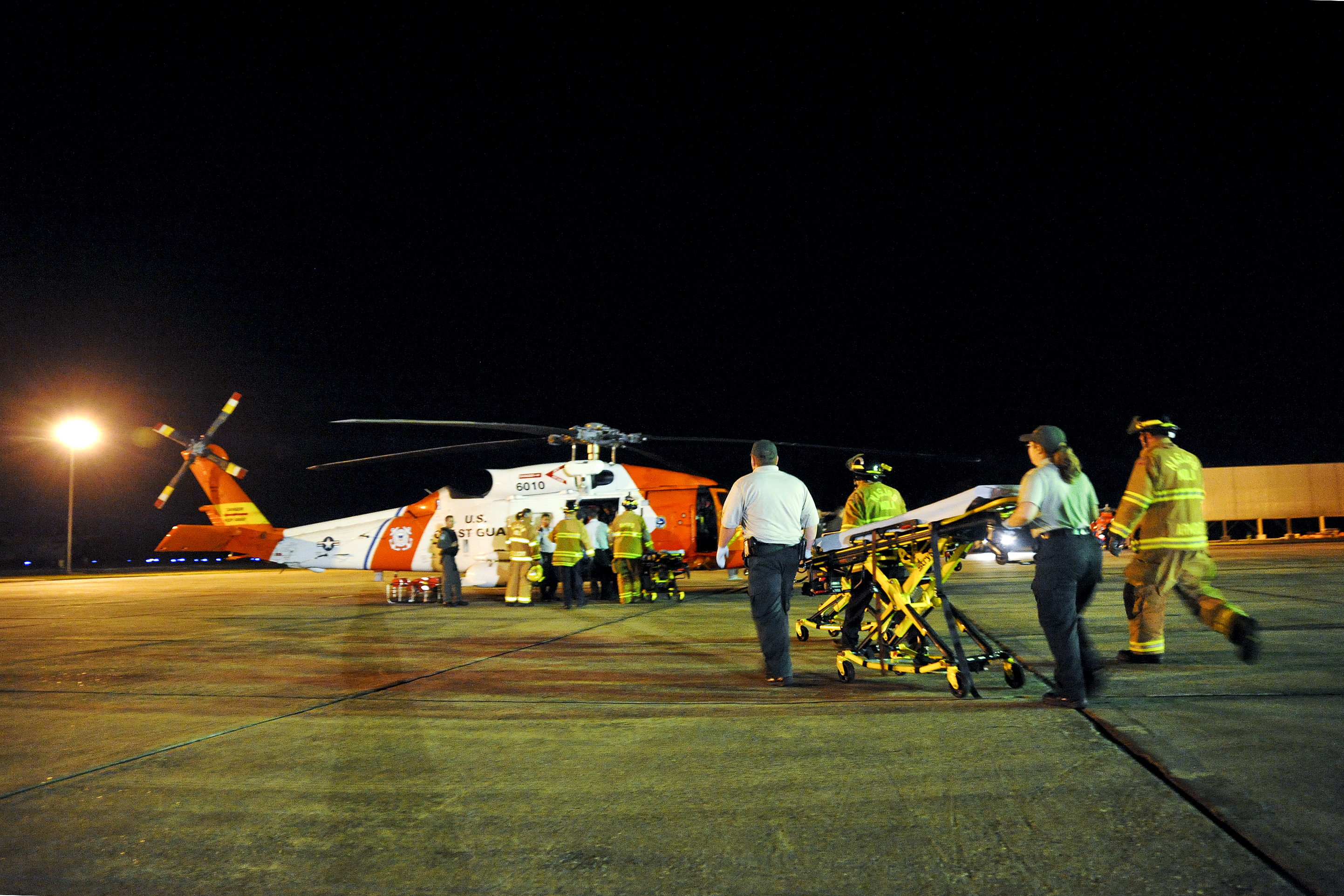
Una tripulación de helicópteros supervivientes de evacuación médica de Deepwater Horizon después de la explosión.

### Supervivientes
Según los funcionarios, a bordo se encontraban 126 personas, de las cuales 79 eran empleados de Transocean, siete de BP y 40 fueron contratadas; varios de los ejecutivos de BP y Transocean estuvieron a bordo para un recorrido por la plataforma, la planificación de mantenimiento, la revisión de los objetivos anuales, una campaña de seguridad "Drops" y para felicitar al personal superior de la plataforma por 7 años de operaciones sin un incidente de tiempo perdido.
Un total de 115 personas fueron evacuadas. Los botes salvavidas llevaron a 94 trabajadores al bote de suministro Damon Bankston, propiedad de Tidewater, sin heridos importantes, cuatro fueron transportados a otro buque y 17 fueron evacuados en helicóptero a centros de trauma en Mobile, Alabama y Marrero, Luisiana. La mayoría fueron liberados pronto.
La Guardia Costera entrevistó a los trabajadores ilesos en el Damon Bankston durante varias horas y luego los transfirió a otra plataforma; los trabajadores llegaron a Port Fourchon, Luisiana, más de 24 horas después. Los trabajadores fueron trasladados a un hotel en Kenner, Luisiana, donde se les proporcionó comida, atención médica y habitaciones con duchas, y se les pidió que llenaran formularios de respuesta a incidentes. Un abogado de un trabajador que entabló una demanda contra Transocean afirmó que una vez que los trabajadores llegaron a la costa, "los metieron en autobuses privados, allí había seguridad, no había prensa, no se permitían abogados, nada, no había familiares" y fueron coaccionados. en firmar los formularios antes de ser liberados; Transocean negó la acusación.

### Damnificados
Los informes iniciales indicaron que faltaban entre 12 y 15 trabajadores; los informes pronto redujeron el número de desaparecidos a nueve tripulantes en el piso de la plataforma y dos ingenieros. La Guardia Costera de Estados Unidos lanzó de inmediato una operación de rescate que involucró a dos guardacostas, cuatro helicópteros y un avión de rescate. Los dos cortadores continuaron buscando durante la noche y en la mañana del 22 de abril, la Guardia Costera había inspeccionado casi 5000 km². El 23 de abril, la Guardia Costera suspendió la búsqueda de las 11 personas desaparecidas, concluyendo que habían pasado "expectativas razonables de supervivencia". Los funcionarios concluyeron que los trabajadores desaparecidos podrían haber estado cerca de la explosión y no pudieron escapar de sus efectos.
Murieron las siguientes once personas:
- Jason C. Anderson, 35 años
- Aaron Dale Burkeen, 37
- Donald Clark, 49
- Stephen Ray Curtis, 39
- Gordon L. Jones, 28
- Roy Wyatt Kemp, 27
- Karl D. Kleppinger, Jr., 38
- Keith Blair Manuel, 56
- Dewey A. Revette, 48
- Shane M. Roshto, 22
- Adam Weise, 24

## Descubrimiento de derrame de petróleo

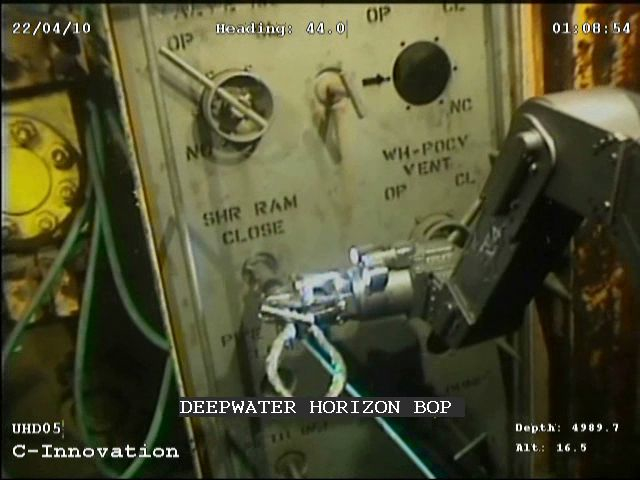
Un vehículo submarino operado de forma remota que intenta encender el dispositivo de prevención de reventones de Deepwater Horizon

En la mañana del 22 de abril, el suboficial de la Guardia Costera Ashley Butler declaró que "el petróleo se estaba escapando de la plataforma a un ritmo de unos 340 000 galones estadounidenses; 1.300.000 litros) de crudo por día". Esa tarde la Guardia Costera El suboficial sénior Michael O'Berry utilizó la misma figura. Se enviaron dos vehículos submarinos operados por control remoto (ROV) en un intento de tapar el pozo, pero no tuvieron éxito. Butler advirtió sobre una fuga de hasta 700000 galones estadounidenses de combustible diésel, y el vicepresidente de BP, David Rainey, calificó el incidente como un posible "derrame importante". El 23 de abril, según los informes, un ROV no encontró ninguna fuga de aceite. de la plataforma hundida y no fluye petróleo del pozo. La contralmirante de la Guardia Costera Mary Landry expresó un optimismo cauteloso de impacto ambiental cero, afirmando que no emanaba petróleo ni de la boca del pozo ni de las tuberías rotas y que el petróleo derramado por la explosión y el hundimiento estaba siendo contenido. El 24 de abril, Landry anunció que una boca de pozo dañada estaba derramando petróleo en el Golfo y lo describió como "un derrame muy grave".

## Investigación sobre la explosión
En junio, el Comité de Energía y Comercio de la Cámara de Representantes dijo que BP debería haber probado el cemento en el pozo, que habría costado 128000 dólares y habría tardado entre 8 y 12 horas.
El 8 de septiembre de 2010, BP publicó un informe de 193 páginas en su sitio web. El informe dice que los empleados de BP y los de Transocean no interpretaron correctamente una prueba de presión, y ambas compañías descuidaron señales ominosas, como una tubería ascendente que pierde líquido. También dice que si bien BP no escuchó las recomendaciones de Halliburton de más centralizadores (dispositivos para evitar que la carcasa entre en contacto con el orificio de perforación), la falta de centralizadores probablemente no afectó al cemento. BP también dijo que la tripulación debería haber redirigido el flujo de gases inflamables. El dispositivo de prevención de reventones, retirado el 4 de septiembre, no había llegado a las instalaciones de la NASA a tiempo para formar parte del informe. Transocean, respondiendo al informe, culpó al "diseño de pozo fatalmente defectuoso de BP".
El 8 de noviembre de 2010, la investigación de la Comisión de Derrames de Petróleo reveló sus conclusiones de que BP no había sacrificado la seguridad en sus intentos de ganar dinero, pero que algunas decisiones habían aumentado los riesgos en la plataforma. Sin embargo, el panel dijo un día después que había habido "prisa por terminar" en el pozo, criticando las malas decisiones de gestión. "No había una cultura de seguridad en esa plataforma", dijo el copresidente Bill Reilly. Una de las decisiones que se encontraron con preguntas difíciles fue que BP refutó los hallazgos del software de modelado avanzado que había determinado que se necesitaban más de tres veces más centralizadores en la plataforma. También decidió no volver a ejecutar el software cuando se quedó con solo seis centralizadores e ignoró o interpretó mal las advertencias de otras pruebas clave, reveló el panel.
En el sitio web de la Comisión de Derrames de Petróleo apareció brevemente una diapositiva que enumeraba ocho pasos "riesgosos" e "innecesarios" que se consideró que BP había tomado. El periódico New York Times ha publicado una captura de pantalla de la diapositiva aquí.
Una revisión de siete informes sobre las causas del reventón indica que seis operaciones, pruebas o funciones del equipo fallaron en las últimas 32 horas:
1. El orificio de pequeño diámetro obstruyó la circulación de la suciedad. La sarta de revestimiento de 18300 pies y 400 toneladas tenía una parte inferior de 5800 pies con un diámetro de 7 pulgadas. La mayor parte del agujero sobre esta parte de la carcasa tenía un diámetro de 9875 pulgadas. Sin embargo, los 180 pies más bajos de la tubería de revestimiento de 7 pulgadas con 4 centralizadores igualmente espaciados se introdujeron en un orificio de 8.5 pulgadas con solo 56 pies de espacio libre para la ratonera (espacio entre el extremo inferior de la sarta de revestimiento y el fondo del orificio perforado). El sedimento comprimido y el relleno granular en el anillo de 0.75 pulgadas de ancho (el documento de mejores prácticas de Halliburton recomienda una tolerancia de espacio anular de 1.5 a 2 pulgadas) probablemente explique la necesidad de una presión mucho más alta de lo normal de 3142 psi para licuarlo (en noveno intento) y dejar circular el lodo. La presión inesperadamente alta y el subsiguiente flujo de lodo inferior al especificado provocaron los problemas 2 y 3.
2. Las válvulas para evitar el reflujo del cemento no se cerraron. El collar flotante de llenado automático de Weatherford, que incluye dos válvulas de retención tipo aleta, se instaló en Macondo a 180 pies por encima de la zapata del escariador en la parte inferior de la carcasa. Las válvulas se mantienen abiertas mediante un tubo de llenado automático de 2 pulgadas de diámetro para permitir que la carcasa se llene de lodo mientras se baja por el pozo. El procedimiento de instalación de la carcasa de BP decía: "Aumente lentamente las velocidades de bombeo (de lodo) superiores a 8 bpm para convertir el equipo de flotación (~ 500 - 700 psi) según la recomendación de Weatherford". Como la fuerza de arrastre del caudal durante la circulación y la cementación fue solo alrededor del 30% de la requerida, es casi seguro que el tubo de llenado automático no se expulsó y las válvulas de charnela nunca se cerraron. Alguna evidencia sugiere que el personal del Deepwater Horizon creyó erróneamente que la alta presión necesaria para establecer la circulación del lodo había convertido el collar del flotador.
3. Cementación inadecuada. Se procedió a la cementación a) sin enjuagar el anillo alrededor de la pista de la zapata a una velocidad y duración suficientemente altas para asegurar la eliminación circunferencial completa del sedimento comprimido y una buena distribución del cemento, yb) sin convertir el collar del flotador para activar sus dos válvulas de retención para evitar el reflujo del cemento . Es posible que la calidad y resistencia del cemento se hayan reducido debido a la contaminación en su camino hacia el revestimiento o al mezclarlo con lodo de menor densidad en la ratonera. No había un registro de evaluación de cementación en Macondo, lo que puede haber demostrado que era inadecuado.
4. Prueba de presión mal interpretada. La tubería de perforación se tendió a 8367 pies y se pensó que estaba lista para el desplazamiento del lodo. Durante la "prueba de presión negativa", para la cual no hubo un procedimiento detallado, se aceptó un resultado de "sin flujo" de la línea de corte, mientras que se ignoró un resultado de 1400 psi en la tubería de perforación.
5. Aumento de petróleo y gas no monitoreado. Al desplazar el lodo con agua de mar, los fluidos del yacimiento que se elevan por la tubería de revestimiento deberían haberse detectado mediante el monitoreo de la entrada de agua y la salida de lodo antes de la llegada de los hidrocarburos al piso de la plataforma, pero no se realizaron observaciones razonablemente precisas de flujo de salida versus flujo de entrada.
6. A prueba de fallas en la cabeza de pozo del fondo marino no se pudo cerrar. Después de la llegada incontrolada de petróleo y gas al piso de la plataforma, los arietes de cizalla ciega en la chimenea del BOP no se cerraron debido a la presencia de una tubería de perforación descentrada.

## Demandas
El 21 de abril de 2011, BP presentó demandas por valor de 40000 millones de dólares contra el propietario de la plataforma Transocean, el cementador Halliburton y el fabricante de dispositivos de prevención de reventones Cameron. La empresa petrolera alegó que los sistemas de seguridad fallidos y el comportamiento irresponsable de los contratistas habían provocado la explosión, incluidas las afirmaciones de que Halliburton no utilizó "negligentemente" el software de modelado de cemento OptiCem correctamente para analizar los requisitos de los pozos seguros. Parte de la preocupación por el modelado fue sobre la cantidad de dispositivos estabilizadores, conocidos como centralizadores, que el pozo requería; Se solicitaron 21, pero solo se utilizaron 6.
En mayo de 2011, MOEX Offshore, que poseía una participación del 10% en el pozo a través de una subsidiaria y que a su vez era propiedad mayoritaria de Mitsui & Co., acordó pagar $1080 millones para resolver las reclamaciones de BP en su contra por el accidente. Algunos analistas habían pensado que BP obtendría un acuerdo mayor de MOEX, pero también hubo un alivio al tener un primer paso para resolver los múltiples reclamos. La estimación más reciente de BP en ese momento era que el derrame costaría $41.3 mil millones. Anadarko Petroleum tenía una participación del 25% en el pozo Macondo y fue un foco inmediato de atención con el acuerdo de MOEX. Además, el Departamento de Justicia todavía estaba investigando si BP fue "gravemente negligente" en el derrame. Tal determinación podría conducir a una "responsabilidad mucho mayor bajo la Ley de Agua Limpia", dijo un analista financiero. Con MOEX accediendo a compartir la carga financiera, aunque "el acuerdo no es una admisión de responsabilidad por parte de ninguna de las partes", la posibilidad de que el Departamento de Justicia adopte tal decisión pareció reducirse para algunos.
En junio de 2011, el proveedor Weatherford International llegó a un acuerdo con BP por 75 millones de dólares.
En octubre de 2011, Anadarko Petroleum acordó pagar a BP 4000 millones de dólares y las dos empresas resolvieron todas las reclamaciones entre ellas. Anadarko cedió su participación del 25% en Misisipi Canyon Block 252 (Macondo) a BP en el acuerdo y BP indemnizará a Anadarko por las reclamaciones por daños que surjan en virtud de la Ley de Contaminación por Petróleo de Estados Unidos, entre otros costos.
En diciembre de 2011, Cameron International acordó pagar un acuerdo de $ 250 millones a BP PLC para resolver todos los reclamos relacionados con Deepwater Horizon sin que ninguna de las partes admitiera su responsabilidad. "BP aún no ha llegado a un acuerdo con Transocean... ni Halliburton... Una fecha de juicio sobre las demandas relacionadas con el accidente espera a BP en febrero (2013)", continuó la actualización.
En septiembre de 2014, Halliburton acordó resolver un gran porcentaje de las reclamaciones legales en su contra por el derrame de Deepwater mediante el pago de $1.1 mil millones en un fideicomiso en tres cuotas durante dos años.
El 4 de septiembre de 2014, el juez de distrito de los Estados Unidos Carl Barbier dictaminó que BP era culpable de negligencia grave y mala conducta intencional en virtud de la Ley de Agua Limpia (CWA). Describió las acciones de BP como "imprudentes", mientras que las acciones de Transocean y Halliburton fueron "negligentes". Asignó el 67% de la culpa del derrame a BP, el 30% a Transocean y el 3% a Halliburton. Las multas se repartirían en proporción al grado de negligencia de las partes, comparándolo con el número de barriles de petróleo derramados. Según la Ley de Agua Limpia, las multas pueden basarse en un costo por barril de hasta $4300, a discreción del juez. La cantidad de barriles estaba en disputa al concluir el juicio y BP argumentó que se derramaron 2.5 millones de barriles durante los 87 días que duró el derrame, mientras que el tribunal determinó que se derramaron 4.2 millones de barriles. BP emitió una declaración en la que no estaba de acuerdo con el hallazgo y dijo que la decisión del tribunal sería apelada.
En julio de 2015, BP llegó a un acuerdo de 18700 millones de dólares con el gobierno de Estados Unidos, los estados de Alabama, Florida, Luisiana, Misisipi y Texas, así como con 400 autoridades locales. Los costos de BP por la limpieza, los daños ambientales y económicos y las sanciones habían alcanzado los 54000 millones de dólares. En enero de 2018, una estimación detallada de los "costos finales del derrame de petróleo", publicada en el Journal of Corporate Accounting and Finance, ascendía a 145930 millones de dólares.

## En la cultura popular

### Documental
- En 2011, Dispatches emitió el 28 de marzo de 2011 un documental de James Brabazon, BP: In Deep Water, sobre la compañía petrolera BP, cubriendo derrames de petróleo en el golfo de México y otros incidentes y su relación con los gobiernos.[82][83]
- En abril de 2012, la serie documental Segundos catastróficos del canal National Geographic presentó el accidente en un episodio titulado "The Deepwater Horizon".[84]
- En 2012, Beyond Pollution 2012[85][86][87] viajó a través de la costa del golfo entrevistando a expertos ambientales, autoridades gubernamentales, pescadores, científicos, ingenieros de perforación y contratistas clave de BP, examinando los efectos económicos y de salud.
- En 2012, The Big Fix documentó el derrame de petróleo de abril de 2010 en el Golfo de México tras el hundimiento de la plataforma petrolera Deepwater Horizon.
- En 2014, The Great Invisible, de Margaret Brown, decidió centrarse en los impactos sociales en las personas cuyas vidas se han visto afectadas por esta tragedia.[88][89][90][91][92][93][94] Más tarde se emitirá el 19 de abril de 2015 como la temporada 16, episodio 14 de Independent Lens.[95][96]
- En 2014, Vanishing Pearls: The Oystermen of Pointe a la Hache, Louisiana, documentó a la ciudad de casi 300 personas que luchan por sobrevivir después del Derrame de petróleo de BP que dejó su cosecha muerta y sus finanzas en ruinas.[97][98][99][100]
- En 2016, Pretty Slick documentó el esfuerzo de limpieza y los lugareños en cuatro estados del Golfo sobre el mayor desastre ambiental causado por el hombre en la historia de Estados Unidos.[101][102][103][104]
- En 2016, After the Spill,[105] Jon Bowermaster investiga cómo el desastre afectó las economías locales y la salud de los seres humanos, los animales y las fuentes de alimentos, y con Corexit, a dónde fue todo el petróleo, como seguimiento a la pre derrame SoLa, Louisiana Water Stories, en posproducción cuando el Deepwater Horizon explotó.[106][107][108][109]
- En 2016, Dispatches From The Gulf,[110][111] Hal Weiner[112][113] sigue a científicos[114][115] que investigan el efecto del derrame de petróleo en el Golfo.[116][117][118]

### Drama
- En 2012, "We Just Decided To", el piloto de la serie de televisión de HBO The Newsroom, presentó a sus personajes cubriendo la historia de Deepwater Horizon.[119]
- La película de 2015 The Runner, dirigida por Austin Stark y protagonizada por Nicolas Cage, es una historia ficticia de un político y su familia ambientada en las secuelas del desastre de Deepwater Horizon.[120][121]
- En 2016 se estrenó Deepwater Horizon, una película basada en la explosión, dirigida por Peter Berg y protagonizada por Mark Wahlberg.[122]

### Música
En junio de 2010, Steve Goodie, un músico de comedia, escribió una letra de parodia de la exitosa canción de The Doobie Brothers "Black Water" relacionada con el derrame de petróleo de BP. "Black Water [BP Version]" también tuvo un video de YouTube y fue un éxito entre los diez primeros en el programa de radio Dr. Demento.
- En 2011, Rise Against lanzó una canción titulada "Help Is on the Way" en su álbum Endgame. La canción trata sobre el lento tiempo de respuesta para la ayuda a las áreas afectadas por desastres, con letras que aluden al derrame de Macondo y al Huracán Katrina.[125]
- En 2012, la banda holandesa Epica escribió una canción titulada "Deep Water Horizon" en su álbum Requiem for the Indifferent, que destacó la visión de la humanidad sobre el efecto que tenemos sobre el calentamiento global inspirado por los eventos del derrame de petróleo.
- El derrame de petróleo inspiró la canción de Steve Earle "Golfo de México".